# ملودی‌های جاودانه
ملودی‌های جاودانه (ایتالیایی: Melodie immortali) فیلمی ایتالیایی در سبک موزیکال، زندگینامه‌ای و ملودرام به کارگردانی جاکومو جنتیلومو با بازی پیر کرسوا، کارلا دل پوجو، لیانا فری و ورا مولنر محصول سال ۱۹۵۲ است. این فیلم بر اساس اتفاقات زندگی واقعی پیترو ماسکانی، آهنگساز کلاسیک ایتالیایی، ساخته شده‌است.